# قها والشباعين
قها ثقيف قرية سعودية، تتبع مركز ثقيف التابع لمحافظة ميسانفي منطقة مكة المكرمة. تقع جنوب الطائف بمسافة تقارب (150) كم.